# 北海道道144号登別室蘭インター線
北海道道144号登別室蘭インター線（ほっかいどうどう144ごう のぼりべつむろらんインターせん）は、北海道登別市を通る道道（主要地方道）である。

## 概要

### 路線データ
- 起点：北海道登別市幌別町2丁目（国道36号交点）
- 終点：北海道登別市緑町3丁目（道央自動車道 登別室蘭IC）
- 総延長：2.453 km
- 実延長：2.433 km
- 重用延長：0.020 km

### 道路管理者
- 胆振総合振興局 室蘭建設管理部 登別出張所

## 歴史
- 1993年（平成5年）5月11日 - 建設省から、道道上登別室蘭線の一部・道道弁景幌別線の一部が登別室蘭インター線として主要地方道に指定される[1]。
- 1994年（平成6年）
  - 4月1日 - 1107号として路線認定[2]。
  - 10月1日 - 路線番号を144号に変更[3]。

## 路線状況

### 道路施設

#### 主な橋梁
- ときめき橋（203 m、北海道道387号幌別停車場線・室蘭本線、登別市幌別町 - 登別市中央町）
- 来福橋（90 m、胆振幌別川、登別市新川町 - 登別市桜木町）
- ヤンケシ3号橋（225 m、－、登別市）

## 地理

### 通過する自治体
- 胆振総合振興局
  - 登別市

### 交差する道路
登別市
- 国道36号 - 幌別町2丁目（起点）
- 北海道道387号幌別停車場線 - 幌別町2丁目（接続はしない）
- 道央自動車道 登別室蘭IC -緑町3丁目（終点）

### 沿線にある施設など
登別市
- 陸上自衛隊幌別駐屯地